# Kai Bussenius

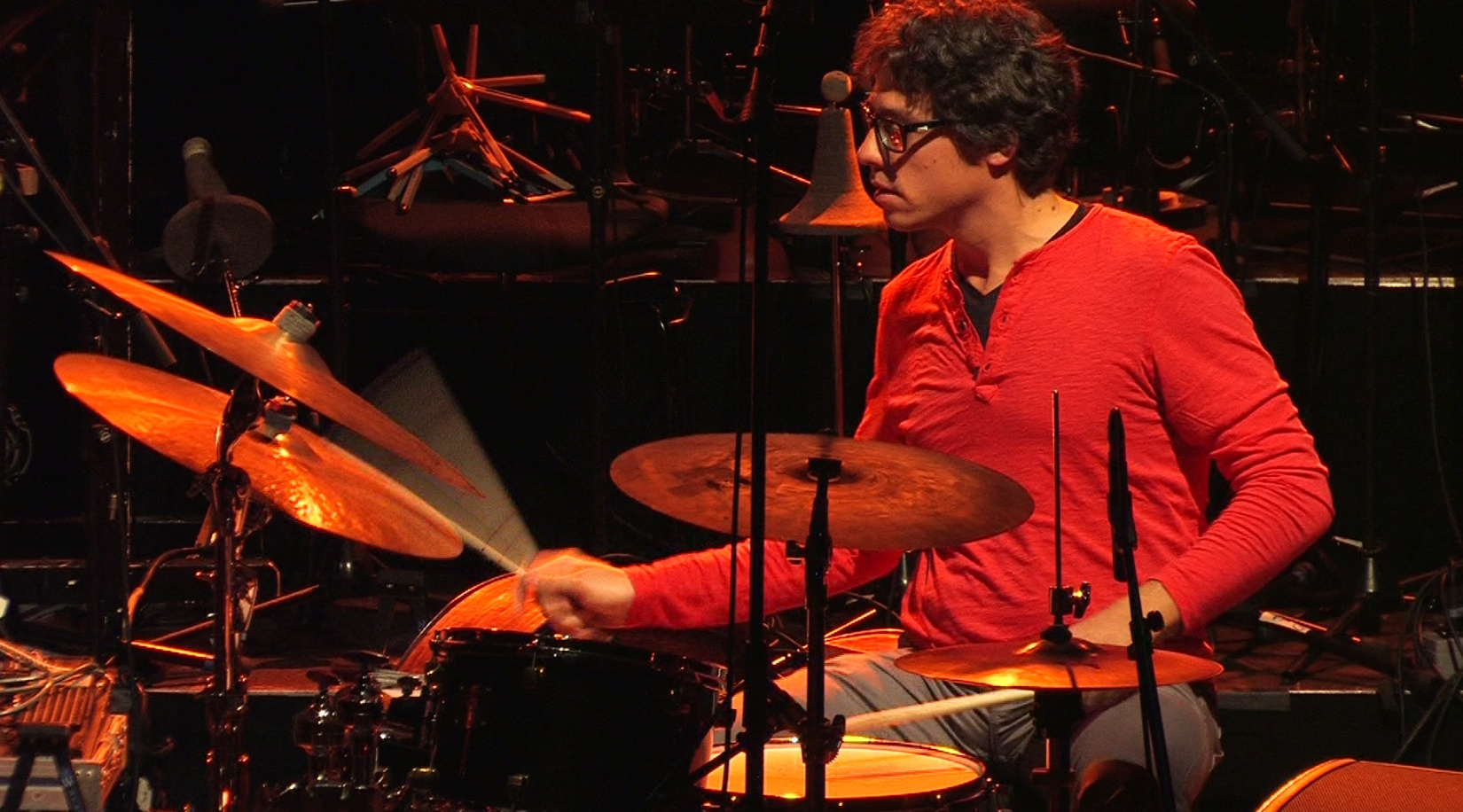
Kai Bussenius.

Kai Lukas Bussenius (Bremen, 30 juni 1976) is een Duitse jazz-drummer.
Bussenius begon op zijn negende te drummen. Van 1996 tot 2002 studeerde hij aan de Hochschule für Musik und Theater in Hamburg, waar hij les kreeg van Wolfgang Haffner, Hans Dekker, Ed Thigpen, Gene Jackson en Gerry Brown. In die tijd was hij ook lid van het Bundesjazzorchester onder leiding van Peter Herbolzheimer (1999-2002). Sinds 2002 heeft hij zijn eigen trio (met pianist Michael Wollny en bassist Lucas Lindholm), waarmee hij opnames heeft gemaakt. In datzelfde jaar begon hij ook een trio met Boris Netsvetaev en Philipp Steen, het Hammer Klavier Trio.
In 2004-2005 verbleef Bussenius dankzij een stipendium in New York.
Als sideman speelde hij bij onder andere John Abercrombie, Kenny Wheeler, Lew Soloff, Herb Geller, Dave Liebman en Tom Gäbel.

## Discografie
als leider:
- This Town, Mons Records, 2004

Hammer Klavier Trio:
- Now I Know Who Shot J.F.K., Altrisuoni, 2008
- Rocket in the Pocket, Jan Matthies Records, 2012